# Milorad Čavić
Milorad Čavić (n. 31 mai 1984, Anaheim, California, SUA) este un fost înotător sârb specializat în proba de 100 metri fluture, cunoscut pentru rivalitatea sa legendară cu Michael Phelps. A participat la patru ediții ale Jocurilor Olimpice (2000, 2004, 2008, 2012) și este laureat cu o medalie olimpică de argint.

## Biografie
Milorad Čavić s-a născut la 31 mai 1984 în Anaheim, California, într-o familie de origine sârbă. A crescut și s-a antrenat în Statele Unite, unde a urmat cursurile Universității din California, Berkeley, fiind membru al echipei universitare de înot.
A debutat internațional pentru Iugoslavia la Jocurile Olimpice de la Sydney 2000, la doar 16 ani. A continuat să concureze sub steaguri diferite în funcție de evoluțiile politice din Balcani: Serbia și Muntenegru, apoi Serbia.

## Carieră sportivă
Momentul de vârf al carierei sale a fost la Jocurile Olimpice de la Beijing 2008, când a câștigat medalia de argint în proba de 100 m fluture, fiind învins de Michael Phelps cu doar 0,01 secunde – una dintre cele mai controversate și discutate finaluri din istoria natației.
A fost campion european la 100 m fluture (2008) și deținător al recordului european în această probă. A obținut medalii și la Campionatele Mondiale (argint în 2009) și la Europene, fiind considerat unul dintre cei mai buni înotători sârbi din toate timpurile.

## Retragere și activitate post-sportivă
Čavić s-a retras din activitatea competițională după Jocurile Olimpice din 2012. Ulterior, a fost activ ca analist sportiv și susținător al dezvoltării înotului în Serbia. De asemenea, a promovat educația și sportul de performanță pentru tineri.